# 30 juillet 1983
Le samedi 30 juillet 1983 est le 211e jour de l'année 1983.

## Naissances
- Berhane Hirpassa, athlète éthiopienne
- Cédric Gomez, joueur de basket-ball français
- Cristian Molinaro, footballeur italien
- Gerson Oratmangoen, acteur, réalisateur et scénariste néerlandais
- Mariano Andújar, footballeur argentin
- Mariem Ben Chaâbane, actrice tunisienne
- Richard Kruse, escrimeur britannique
- Sean Dillon, joueur de football irlandais
- Timur Dibirov, handballeur russe
- Tsukasa Fujimoto, catcheuse professionnelle et actrice japonaise
- Vadim Cobîlaș, joueur de rugby moldave
- Vuk Radivojević, joueur de basket-ball serbe

## Décès
- Bertus Caldenhove (né le 19 janvier 1914), footballeur néerlandais
- Lynn Fontanne (née le 6 décembre 1887), actrice britannique
- Paul Schmidt (né le 22 septembre 1917), agent des services spéciaux de la France libre

## Événements
- Début du 68e congrès mondial d’espéranto à Budapest. Il est suivi par 4834 participants venus de 65 pays et a pour thème « Aspects sociaux et linguistiques de la communication moderne ».
- 10e cérémonie des Saturn Awards
- Fin de l'opération Valfajr 2